# جيك كليفورد
جيك كليفورد (بالإنجليزية: Jake Clifford)‏ هو لاعب دوري الرغبي أسترالي، ولد في 2 يناير 1998 في كيرنز في أستراليا.